# Fragola (araldica)
In araldica la fragola compare raramente nell'araldica civica e testimonia, di solito, lo sviluppo di tale coltura nel territorio che lo porta sullo stemma. Può assumere anche il significato di arma parlante, come nel caso del comune di Afragola.

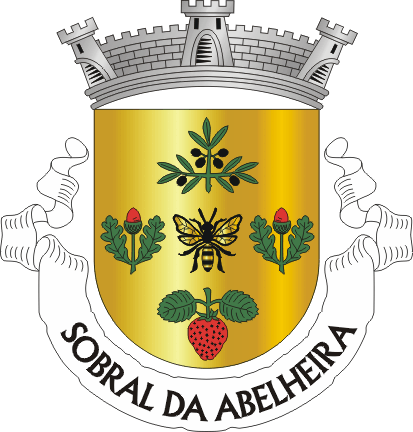
fragola di rosso fustata e fogliata di due pezzi di verde
pianta di fragole di verde fruttata di quattro pezzi di rosso
mano di carnagione impugnante 4 fragole fruttate di rosso fogliate di verde